# Spółka z ograniczoną odpowiedzialnością
Spółka z ograniczoną odpowiedzialnością (sp. z o.o.) – forma prawna przedsiębiorstwa utworzonego przez jedną lub więcej osób, zwanych wspólnikami, które odpowiadają za zobowiązania przedsiębiorstwa w ograniczonym zakresie.

## Historia
Zasady funkcjonowania spółek z ograniczoną odpowiedzialnością uregulowano w Niemczech (niem. nazwa Gesellschaft mit beschränkter Haftung, skrót GmbH) ustawą z dnia 20 kwietnia 1892 r. (Gesetz betreffend die Gesellschaften mit beschränkter Haftung), która nadal obowiązuje. Wzorce niemieckie przyjęto w 1906 także w Austro-Węgrzech, w Anglii (1907, jako private limited company), później w innych systemach prawnych (np. we Francji w 1925). W Polsce spółki z o.o. uregulowano po raz pierwszy dekretem z 8 lutego 1919 następnie rozporządzeniem z 27 października 1933 uchylonym przez rozporządzenie z 27 czerwca 1934 wprowadzające Kodeks handlowy. Współcześnie obowiązujące zasady prawne spółek z ograniczoną odpowiedzialnością są w różnych krajach zasadniczo zbieżne, jednak nawet w podstawowych detalach mogą się dość znacznie różnić.

## Spółki z o.o. w Polsce
W Polsce spółka tego typu jest spółką handlową, czyli taką, której funkcjonowanie regulowane jest przez Kodeks spółek handlowych. Może być utworzona przez jeden lub kilka podmiotów (wspólników). Wspólnicy nie odpowiadają za zobowiązania spółki wobec wierzycieli; odpowiada za nie sama spółka swoim majątkiem utworzonym z wkładów wspólników. Ponadto za zobowiązania spółki mogą odpowiadać także członkowie jej zarządu subsydiarnie, tj. w przypadku bezskuteczności egzekucji z majątku spółki, jeśli nie zgłosili w porę wniosku o upadłość spółki.
Spółka z o.o. zobowiązana jest do prowadzenia ksiąg rachunkowych zgodnie z ustawą o rachunkowości. Po zakończeniu roku obrotowego spółka musi sporządzić sprawozdanie finansowe składające się z bilansu, rachunku zysków i strat oraz informacji dodatkowej. Sprawozdanie finansowe wraz z uchwałami zgromadzenia wspólników zatwierdzającymi je należy przedłożyć w formie elektronicznej w Repozytorium Dokumentów Finansowych prowadzonym przez Ministerstwo Sprawiedliwości.
Liczba wspólników posiadających udziały w spółce może być dowolna. W przypadku, gdy jest tylko jeden wspólnik, to oświadczenia woli wobec spółki składa on w formie pisemnej pod rygorem nieważności. Jeżeli jedyny wspólnik jest jednocześnie jedynym członkiem zarządu, to czynność prawna między wspólnikiem a spółką wymaga formy aktu notarialnego. Wypis tego aktu notarialnego notariusz przesyła sądowi rejestrowemu.
W Polsce rejestrowanych jest średnio 10 000 spółek w każdym kwartale. Jest drugą najczęściej wybieraną formą prawną prowadzenia działalności w Polsce. Tę formę prowadzenia działalności gospodarczej wybiera 12,3% przedsiębiorców.
Spółka z o.o. jest najpopularniejszą formą prawną spośród spółek handlowych w Polsce. 31 grudnia 2012 w rejestrze REGON znajdowało się 290 291 spółek z ograniczoną odpowiedzialnością, natomiast w Krajowym Rejestrze Sądowym w tej samej dacie zarejestrowane były 210 344 takie spółki.

### Charakterystyka

#### Rejestracja
Spółkę z o.o. może założyć jedna lub więcej osób fizycznych lub prawnych bądź jednostek organizacyjnych bez osobowości prawnej (np. spółka jawna), z tym zastrzeżeniem tylko, że założycielem jednoosobowej spółki z o.o. nie może być inna jednoosobowa spółka z o.o. Wymagany kapitał zakładowy to minimum 5000 zł. Wkłady na pokrycie kapitału zakładowego mogą być wniesione w formie gotówki lub aportów, minimalna wartość udziału to 50 zł. Udziały muszą zostać pokryte w całości przed złożeniem wniosku do KRS.
Umowa spółki musi być zawarta w formie aktu notarialnego. Z chwilą jej zawarcia powstaje spółka z ograniczoną odpowiedzialnością w organizacji, która jest podmiotem praw i obowiązków (może więc uzyskać REGON, NIP oraz założyć konto bankowe).
Z chwilą wpisu do KRS spółka uzyskuje osobowość prawną.
Od 1 stycznia 2012 jest również możliwa rejestracja sp. z o.o. przez Internet w portalu Ministerstwa Sprawiedliwości, przy wykorzystaniu standardowego wzorca umowy. Popularna nazwa tej usługi to S24. Zaletami tego rozwiązania są: brak kosztów notarialnych, szybkość – spółka jest rejestrowana zwykle w ciągu 3 dni roboczych – oraz obniżenie kosztów związanych z dostarczeniem dokumentów do sądu rejestrowego. W pierwszym roku po wprowadzeniu tej usługi (2012) przez Internet zarejestrowano 3689 spółek z ograniczoną odpowiedzialnością tj. 15% wszystkich zarejestrowanych. Od 1 lipca 2021 roku jedynym sposobem rejestracji spółki w trybie tradycyjnym jest wykorzystanie Portalu Rejestrów Sądowych (skrót PRS). Cały proces rejestracji odbywa się w pełni elektronicznie, z zapewnieniem dwustronnej komunikacji między sądem a uczestnikami postępowania w formie elektronicznej poprzez sieć Internet.

#### Prawa wspólników
Niektóre prawa wspólników w spółce z o.o. nabywa każdy wspólnik spółki, niektóre nadawane są przez zapisy w umowie lub spełnienie określonych warunków. Wspólnik w spółce z ograniczoną odpowiedzialnością ma:
- prawo do uczestnictwa w zgromadzeniu wspólników;
- prawo głosu;
- prawo do udziału w zyskach;
- prawo do nadzoru nad działalnością spółki;
- prawo do żądania wyłączenia wspólnika ze spółki, przysługujące grupie wspólników posiadających udziały przekraczające połowę wysokości kapitału zakładowego;
- prawo do zbywania udziałów;
- prawo do kontroli, tj. wglądu do ksiąg i dokumentów spółki, z tym zastrzeżeniem, że w przypadku ustanowienia w spółce rady nadzorczej albo komisji rewizyjnej prawo do indywidualnej kontroli przez wspólnika może być wyłączone lub ograniczone.

#### Obowiązki wspólników
- obowiązek wniesienia wkładu;
- obowiązek wyrównania brakującej wartości aportu;
- obowiązek dokonywania dopłat w stosunku do udziału;
- obowiązek realizacji na rzecz spółki powtarzających się świadczeń niepieniężnych[17][18];
- obowiązek płacenia składek ZUS, w przypadku gdy udziałowiec jest pracownikiem/zleceniobiorcą spółki lub gdy jest jedynym wspólnikiem w spółce[a][19].

#### Organy
- Zgromadzenie wspólników – organ spółki podejmujący uchwały bezwzględną większością głosów lub (w ważnych dla spółki sprawach – kwalifikowaną) w głosowaniu jawnym, lub niekiedy (np. wybory, lub gdy zażąda tego przynajmniej jeden wspólnik) – tajnym;
- Zarząd – organ kierujący spółką, powoływany i odwoływany przez zgromadzenie wspólników; minimalny skład to 1 osoba; umowa spółki może zawierać odmienne uregulowania dotyczące sposobu powoływania członków zarządu. Zarząd prowadzi sprawy spółki i ją reprezentuje;
- nieobowiązkowo: rada nadzorcza bądź komisja rewizyjna. Ustanowienie rady nadzorczej lub komisji rewizyjnej jest obligatoryjne w dwóch przypadkach: jeśli kapitał zakładowy przewyższa kwotę 500 000 PLN, a wspólników jest więcej niż 25 (chyba że istnieje już komisja rewizyjna lub rada nadzorcza), oraz zawsze wtedy, gdy spółka z o.o. powstała ze spółki Skarbu Państwa. Organy te sprawują nadzór nad działalnością spółki we wszystkich dziedzinach. Rada nadzorcza składa się z przynajmniej 3 członków powoływanych i odwoływanych uchwałą wspólników.

#### Sytuacje nadzwyczajne
- wyłączenie wspólnika wymaga decyzji sądu i może nastąpić tylko z ważnych powodów dotyczących tego wspólnika, wniosek muszą poprzeć wszyscy pozostali wspólnicy, a ich udziały powinny stanowić więcej niż połowę kapitału zakładowego[20];
- rozwiązanie spółki (z przyczyn zawartych w umowie, uchwałą wspólników lub z innych przyczyn wymienionych w kodeksie spółek handlowych; może to być m.in. upadłość lub likwidacja) następuje dopiero w chwili wykreślenia z rejestru;
- rozwiązania po przeprowadzeniu likwidacji nie przeprowadza się, jeśli ogłoszono upadłość.

## Oznaczenia skrótowe spółek z ograniczoną odpowiedzialnością
Zgodnie z polskim prawem firma na opisanych tu zasadach musi zawierać zapis spółka z ograniczoną odpowiedzialnością, który można zastępować skrótem – sp. z o.o. lub spółka z o.o. Jeżeli spółka znajduje się w organizacji, firma musi zawierać dodatkowe oznaczenie w organizacji, natomiast jeśli jest w likwidacji – w likwidacji.
Nazwy i skróty spółek o uregulowaniach zbliżonych do sp. z o.o. w innych państwach są następujące:
| Kraj | Skrót                    | Nazwa                                                                                                   |
| --- | ------------------------ | --- |
| Białoruś | ТAA                      | Таварыства з абмежаванай адказнасцю (Tawarystwa z abmeżawanaj adkaznacju)                               |
| Belgia | BVBA SPRL                | Besloten Vennootschap met Beperkte Aansprakelijkheid (fl.) Société Privé à Responsabilité Limitée (fr.) |
| Bułgaria | ООД                      | Дружество с Ограничена Oтговорност (Drużestwo s Ograniczena Otgowornost)                                |
| Chorwacja | d.o.o.                   | društvo s ograničenom odgovornošću                                                                      |
| Czechy | s.r.o.                   | společnost s ručením omezeným                                                                           |
| Dania | ApS                      | Anpartsselskab                                                                                          |
| Estonia | OÜ                       | Osaühing                                                                                                |
| Finlandia | ОY                       | Osakeyhtiö                                                                                              |
| Francja oraz Szwajcaria | S.A R.L.                 | Société à Responsabilité Limitée                                                                        |
| Hiszpania | S.L. S.R.L.              | Sociedad Limitada Sociedad de Responsabilidad Limitada                                                  |
| Holandia | BV                       | Besloten Vennootschap                                                                                   |
| Grecja | Ε.Π.Ε.                   | Εταιρεία Περιορισμένης Ευθύνης (Hetereja Periorismenis Euthynis)                                        |
| Islandia | EHF                      | Einkahlutafélag                                                                                         |
| Japonia | GK                       | 合同会社 (Gōdō Kaisha)                                                                                  |
| Litwa | UAB                      | Uždaroji akcinė bendrovė                                                                                |
| Łotwa | SIA                      | Sabiedrība ar ierobežotu atbildību                                                                      |
| Niemcy oraz Austria | GmbH                     | Gesellschaft mit beschränkter Haftung                                                                   |
| Portugalia | Ltda.                    | Sociedade com Responsabilidade Limitada                                                                 |
| Rosja | OOO                      | Общество с ограниченной ответственностью (Obszcziestwo s ogranicziennoj otwietstwiennost’ju)            |
| Rumunia | S.R.L.                   | Societate cu Răspundere Limitată                                                                        |
| Serbia oraz Czarnogóra · | d.o.o. д.о.о.            | društvo sa ograničenom odgovornošću друштво са ограниченом одговорношћу                                 |
| Słowacja | s.r.o.                   | spoločnosť s ručením obmedzeným                                                                         |
| Słowenia | d.o.o.                   | družba z omejeno odgovornostjo                                                                          |
| Turcja | Ltd. Şti.                | limitet şirket                                                                                          |
| Ukraina | ТОВ                      | Tовариство з Oбмеженою Biдповiдальнiстю (Towarystwo z Obmeżenoju Widpowidalnistiu)                      |
| Węgry | Kft.                     | Korlátolt felelősségű társaság                                                                          |
| Włochy | S.r.l.                   | Società a responsabilità limitata                                                                       |
| Wielka Brytania i kraje anglosaskie, w tym USA · (w zależności od szczegółowych rozwiązań prawnych, · na ogół różniących się od rozwiązań „kontynentalnych”) | Ltd / Ltd. LLC Pty / Pte | Limited (Ltd/Ltd.) Limited Liability Company (LLC) Proprietary Limited company (Pty/Pte)                |